# Aidan Newhouse
Aidan Robert Newhouse (Wallasey, 23 maggio 1972) è un ex calciatore inglese, di ruolo attaccante.

## Carriera
Nell'ultima giornata della Third Division 1987-1988 esordisce in prima squadra con il Chester City all'età di 15 anni e 350 giorni, diventando il più giovane ad aver giocato una partita di campionato nella storia del club; l'anno seguente viene stabilmente aggregato alla prima squadra, con cui, poco più che sedicenne, totalizza 25 presenze e 2 reti in terza divisione, oltre a 18 presenze e 4 reti nella prima parte della stagione 1989-1990, durante la quale viene ceduto a campionato iniziato per 100000 sterline al Wimbledon FC, club di prima divisione, con cui termina la stagione giocando 2 partite in tale categoria. Nella stagione 1990-1991, poco più che maggiorenne, totalizza 8 presenze ed una rete in prima divisione, mentre l'anno seguente realizza un gol in 12 partite. Nella stagione 1992-1993 gioca invece un'unica partita di campionato (la sua ventitreesima in carriera in prima divisione), nella quale peraltro segna un'altra rete. L'anno seguente non viene invece mai impiegato in partite ufficiali, né dal Wimbledon né dal Tranmere, club di seconda divisione, in cui trascorre un breve periodo in prestito: gioca le sue uniche 3 partite stagionali (2 in campionato ed una in FA Cup) in prestito al Port Vale, club di terza divisione. Negli anni seguenti viene poi ripetutamente ceduto in prestito in vari club diversi, senza comunque mai giocare con regolarità: nella stagione 1994-1995 totalizza 6 presenze ed una rete in seconda divisione con il Portsmouth, mentre l'anno seguente va a segno per 2 volte in 4 presenze in quarta divisione con il Torquay Utd; tra i vari periodi in prestito trascorre anche delle brevi parentesi al Wimbledon: qui, però, tra il 1993 ed il 1997 gioca in totale solamente 4 partite ufficiali, tutte in Coppa di Lega nella stagione 1995-1996. Nella stagione 1997-1998, dopo essersi svincolato dal Wimbledon, va a giocare in terza divisione al Fulham: qui trova finalmente una buona continuità sia in termini di presenze che di gol, dato che nei pochi mesi di permanenza totalizza 4 presenze e 3 reti in Coppa di Lega e 8 presenze ed una rete nel campionato di terza divisione; passa quindi per 30000 sterline allo Swansea City, club di quarta divisione, dove in un anno e mezzo gioca in totale 17 partite (14 in campionato, 2 in FA Cup ed una in Coppa di Lega) senza mai segnare. Trova infine un ultimo contratto professionistico al Brighton, con cui totalizza 12 presenze e 2 reti nel corso della prima parte della stagione 1999-2000. Trascorre quindi la seconda parte della stagione in Conference National (quinta divisione e più alto livello calcistico inglese al di fuori della Football League) al Sutton Utd, con cui rimane anche nella prima parte della stagione 2000-2001, in sesta divisione. Chiude poi la carriera a fine stagione dopo un'ulteriore periodo in Conference National al Northwich Victoria, con cui gioca però solamente una partita.